# Marianne Kjørstad
Marianne Kjørstad, née le 27 mars 1970 à Nordfjordeid, est une skieuse alpine norvégienne.

## Palmarès

### Championnats du monde
- Championnats du monde de 1996 à Sierra Nevada (Espagne) :
  -  Médaille de bronze en Combiné.

### Coupe du monde
- Meilleur classement au Général : 13e en 1996.
- 0 succès en course.

### Arlberg-Kandahar
- Meilleur résultat : 15e place dans le combiné 1993-94 à Sankt Anton